# Orinocogås
Orinocogås (Neochen jubata) är en sydamerikansk andfågel i familjen änder.

## Utseende och läte
Den adulta fågeln mäter 61–76 centimeter och har ljust huvud och hals, kastanjebruna kroppssidor och mantel och svartaktiga vingar med vit vingspegel. Benen är röda och näbben är svart och rosaktig. Könen ser lika ut men hanen är något större, medan juvenilen är mörkare är adulta. I flykten påminner den mer om en gås än en and. Hanen har ett högfrekvent visslande lockläte, och honan ett kacklande läte som påminner om nilgåsens.

## Utbredning

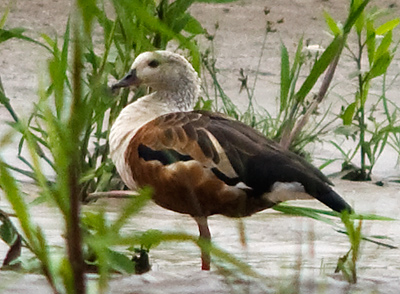
Orinocogås på en flodbank i Madre de Dios i Peru.

Orinocogåsen är en stannfågel i tropisk skogsmark i Sydamerika och förekommer från Orinocos och Amazonflodens avrinningsområden till nordvästra Argentina. Den har även tillfälligt påträffats på Barbados och Jamaica.

## Systematik
Orinocogåsen placeras traditionellt som ensam art i släktet Neochen. Resultat från studier av mitokondrie-DNA tyder dock på att andinsk gås i släktet Chloephaga är en nära släkting till orinocogås. När dessa förs till samma släkte har Oressochen prioritet före Neochen. Den behandlas som monotypisk, det vill säga att den inte delas in i några underarter. I internationella fågellistan AviList från 2025 hålls den dock kvar i Neochen, i väntan på tydligare resultat. 

## Ekologi
Orinocogåsen återfinns i skogskantade tropiska floder, fuktig savann samt tmed större sötvattensvåtmarker, från havsnivån till 500 meter över havet, tillfälligtvis upp till 2600 meter. Arten lever till största delen på land och vilar ofta i träd. Den simmar eller flyger nästan enbart för att undkomma fara. Den är mycket revirhävdande under häckningssäsongen, och placerar ofta sitt bo i ett ihåligt träd, sällsynt på marken. 

## Status
Orinocogåsens tros bestå av endast 10 000-25 000 vuxna individer. IUCN kategoriserar arten som nära hotad eftersom den fortsätter att minska relativt snabbt på grund av jakttryck och habitatförlust.